# Sergio Sauca
Sergio Sauca (Madrid, 22 de gener de 1963) és un periodista espanyol especialitzat en informació esportiva. Es va llicenciar en Ciències de la Informació, branca de Periodisme, per la Universitat Complutense de Madrid.

## Vida professional
La seva primera experiència laboral va ser a Radio España el 1983, quan encara no havia acabat els estudis universitaris. El 1987 va ingressar a Televisió Espanyola, presentant l'espai Teledeporte. Posteriorment, entre 1990 i 1993, es va fer càrrec de la informació esportiva de la primera edició del Telediario.
Des de 1993 ha estat vinculat a la Lliga de Campions de la UEFA, desenvolupant tasques de presentador, editor o comentarista de partits. Entre altres esdeveniments esportius, ha realitzat la cobertura dels Jocs Olímpics d'Estiu de 1996 d'Atlanta, els d'Atenes de 2004 i els de Pequín de 2008; de la Copa del Món de Futbol de 1994, de 1998, de 2006 i de 2010; del Campionat d'Europa de futbol de 1996 i de 2000 i de diverses edicions de la Copa Davis de tennis.
Des de 1997 va presentar l'espai d'esports de l'edició de cap de setmana del Telediario fins al setembre de 2009 i en la segona edició diària (21 h) fins al 2012. El 2011 va rebre crítiques per la manca d'imparcialitat durant la retransmissió del partit de tornada de les semifinals de la Lliga de Campions de la UEFA entre el FC Barcelona i Reial Madrid; posteriorment, se'n va disculpar.
A la premsa ha col·laborat a El Semanal, a El Mundo i a Ronda Iberia. Pel que fa a les col·laboracions radiofòniques, col·labora en les edicions de dissabte del programa de Radio Nacional de España No es un día cualquiera, dirigit i presentat per Pepa Fernández.